# Ка (египатска митологија)
Ка је староегипатски животни елемент, једна од три душе, енергија која усмерава на акцију, а у себи чува све људске особине. Ка је ритуална, бесмртна снага човека, која тражи материјалну подлогу. Поседује је краљ, богови и приватна лица.
Египћани су веровали да је сваки човек састављен из шест делова: тела (Кхет), имена (Рен), сенке (Шут) и три душе (Ка, Ба, Ах).
Компоненте египатског концепта душе нису исте као данашње схватање духа и душе, за Ба и Ах, можемо рећи да се делимично подударају са појма духа, душе.
Ка је мумија, скулптура, рељеф или само име покојника. Штити од лошег понашања и искуства.

## Ликовни приказ Ка
Ликовни приказ Ка пристутан је само код краља. Обични људи имају само једно, а краљеви могу имати више Ка.
Ка се приказује хијероглифском ознаком на глави, брада напред повијена (као код богова). Према миту је бог Хнум, у истом моменту на грнчарском точку створио и човека и његов Ка. О природи Ка, постоје различита тумачења.
Ка је нераскидиво, телесно везана за човека и не напушта га после смрти.
Биће које се слободно креће по царству мртвих Реа и Озириса. После смрти, једино људски лик може бити стан Ка.
Ка прелази из света живих у свет мртвих приликом празника да би се срело са својим сродницима. Куће Ка (просторије) за статуе уз гробнице, у којима су постављене статуе покојника зову се слуге Ка -Хен Ка.
То је свештеник који обавља обред, брине о покојнику, обавља дневне и празничне ритуале, приноси храну. Слуге Ка се по правилу наслеђују ради одржања култа.
Ка се хијероглифски приказује као две стилизоване подигнуте руке.